# IClinic Bratislava Capitals
IClinic Bratislava Capitals, původním názvem HC Bratislava, byl slovenský klub ledního hokeje, který sídlil v bratislavské městské části Ružinov. Od sezóny 2017/18 působil v 1. lize, druhé slovenské nejvyšší soutěži ledního hokeje. Klubové barvy jsou bílá, červená a černá.
Založen byl v roce 2015 jako náprava za chybějící bratislavské mužstvo ve slovenských svazových soutěžích. Bratislava totiž přišla o slovenský ligový hokej po odchodu Slovanu Bratislava do KHL v roce 2012 a ukončení činnosti HK Ružinov 99 Bratislava po sezoně 2008/09. Po založení klubu pod původním názvem HK Bratislava začínali ve třetí nejvyšší slovenské soutěži. Ve druhém ročníku skončili po základní části na druhém místě, v play-off byli vyřazeni v semifinálové fázi s HKm Humenné. Před ročníkem 2017/18 se 1. slovenská liga kvůli nízkému počtu účastníku rozšiřovala, HC OSMOS Bratislava následně podal přihlášku do 1. ligy, kterou svaz schválil. V roce 2019 proběhl rebranding celé organizace se změnou názvu na Bratislava Capitals a ambicemi stát se nejlepším klubem ve městě. 24. dubna 2020 schválila soutěž ICE Hockey League žádost o účast v lize pro ročník 2020/21.
Své domácí zápasy mužstvo odehrávalo na Zimním stadionu Ondreje Nepely s kapacitou 10 110 diváků.
8. listopadu 2021 podal klub žádost k vedení ICE Hockey League na předčasné ukončení sezóny 2021/22. Důvodem byla dvě úmrtí: 29. října, při zápase v Dornbirnu, zkolaboval na ledě čtyřiadvacetiletý hráč Boris Sádecký, o pět dnů později spáchal sebevraždu generální ředitel klubu Dušan Pašek.
I přes velké plány na návrat do ICE Hockey League bylo koncem července 2022 oznámeno definitivní ukončení činnosti hokejového klubu.

## Historické názvy
Zdroj:
- 2015 – HK Bratislava (Hokejový klub Bratislava)
- 2016 – HC Bratislava (Hockey Club Bratislava)
- 2017 – HC OSMOS Bratislava (Hockey Club OSMOS Bratislava)
- 2019 – Bratislava Capitals[4]
- 2020 – IClinic Bratislava Capitals

## Přehled ligové účasti
Stručný přehled
Zdroj:
- 2015–2017: 2. liga – sk. A (3. ligová úroveň na Slovensku)
- 2017–2020 : 1. liga (2. ligová úroveň na Slovensku)
- 2020–2022 : Erste Bank Eishockey Liga (1. ligová úroveň v Rakousku / mezinárodní soutěž)

Jednotlivé ročníky
Zdroj:
Legenda: ZČ - základní část, červené podbarvení - sestup, zelené podbarvení - postup, fialové podbarvení - reorganizace, změna skupiny či soutěže
| Slovensko (2015 – 2020) |                   |           |           |                                       |                               |
| Sezóny                  | Soutěž            | Úroveň    | ZČ        | Play-off, nadstavba, sk. o udržení... | Poznámky                      |
| 2015/16                 | 2. liga – sk. A   | 3. úroveň | 6. místo  | Zápas o umístění A (prohra)           |                               |
| 2016/17                 | 2. liga – sk. A   | 3. úroveň | 2. místo  | Semifinále                            | Administrativní postup        |
| 2017/18                 | 1. liga           | 2. úroveň | 6. místo  | Čtvrtfinále                           |                               |
| 2018/19                 | 1. liga           | 2. úroveň | 7. místo  | Čtvrtfinále                           |                               |
| 2019/20                 | 1. liga           | 2. úroveň | 1. místo  |                                       | Přechod do rakouských soutěží |
| Rakousko (2020 – )      |                   |           |           |                                       |                               |
| Sezóny                  | Soutěž            | Úroveň    | ZČ        | Play-off, nadstavba, sk. o udržení... | Poznámky                      |
| 2020/21                 | ICE Hockey League | 1. úroveň | 7. místo  | Čtvrtfinále Prohra s HC Bolzano 1 : 4 |                               |
| 2021/22                 | ICE Hockey League | 1. úroveň | 14. místo | Odstoupili z turnaje                  |                               |